# 太平洋海運
太平洋海運（たいへいようかいうん、Taiheiyo Kaiun Co. Ltd.）は、日本に存在した海運会社。極洋捕鯨（現・極洋）の海運部門から独立し、日本郵船傘下にあった。2010年（平成22年）10月1日付で、日本郵船に吸収合併されて消滅した。

## 沿革

### 創業
第二次世界大戦後、保有する捕鯨船の大半を失った極洋捕鯨だったが、南極海（南氷洋）での母船式捕鯨を再開を望んでいた。1947年（昭和22年）3月24日、極洋捕鯨は山下汽船（現・商船三井）から旧戦時標準船（3TL型タンカー）の第五山水丸を購入し、三菱重工業長崎造船所で捕鯨母船への改装工事が始まった。しかし連合国軍最高司令官総司令部（GHQ）は6月12日、捕鯨船団は現行の2船団（日本水産の橋立丸と大洋漁業の第一日新丸）以上を認めないので、極洋捕鯨に対し2船団に加わり出漁するよう指示した。第五山水丸はタンカーに改装され、11月10日に竣工した。1948年（昭和23年）5月、極洋捕鯨は捕鯨母船に随伴するタンカーとして大阪商船から大椎丸（3TL型タンカー）を購入し、第五山水丸と共に船舶運営会の元、ペルシャ湾への重油積み取りに従事させた。
1950年（昭和25年）に船舶運営会が解散し、各社が保有船舶を自主運航することが可能となった。同時に、海運業に専業する企業に助成金が公布されるため、極洋捕鯨は10月20日に臨時株主総会で海運部門を独立させ新会社を設立することを決定した。資本金1億円は、12月15日時点の極洋捕鯨株主に3:2の割合の額面価額で割り当てられた。
太平洋海運は1951年（昭和26年）2月21日に会社設立登記を完了し、本社は東京都千代田区丸の内2丁目2番1号の岸本ビルヂングに置かれた。

### 事業拡大
1952年（昭和27年）に東京証券取引所に上場し、貨物船部門に進出。1962年（昭和37年）2月18日には、第16次計画造船で日本最大のディーゼルエンジン搭載石油タンカーである成和丸（224.34m、2万9,009総トン）を竣工させるなど事業を拡大した。
1964年（昭和39年）5月29日に海運再建整備法に伴う集約化で、太平洋海運は日本郵船の系列会社となった。太平洋海運の株式を30万株（1.25%）保有していた日本郵船は、日本郵船グループのタンカー部門や木材・鉄鉱石などの不定期船部門の強化のため、太平洋海運を系列会社化し、太平洋海運の株式721万株（30.042%）を直接保有し筆頭株主となった。また、日本郵船出身の中村徳三郎が専務取締役に就任した。
第25次計画造船では、三菱石油の積荷保証を得て日本初の20万-30万重量トン級の石油タンカー（VLCC）である十和田丸を建造し、日本郵船と共有で運航した。1970年（昭和45年）9月22日に就役した十和田丸と11月9日に就役した姉妹船の高瀬丸は、日本海事協会（NK）の定めた機関区域無人化設備規則（M0規則）を有する初めての石油タンカーだった。
1994年（平成6年）9月に、本社を岸本ビルから港区三田1-4-28の三田国際ビルに移転した。

### 吸収合併
21世紀に入っても貸船や石油・ウッドチップ輸送などを行っていたが、2008年（平成20年）秋にばら積み貨物市況が大暴落し、貸船先の契約不履行によって経営が急激に悪化した。51億4,000万円の当期純損失を計上し債務超過となる懸念から、2009年（平成21年）5月28日に日本郵船との株式交換による完全子会社化で合意し、6月12日付で約75億円に増資。12月に日本郵船の完全子会社となり上場廃止となった。
2010年（平成22年）3月期の売上高は73億円だったが、7月29日、意思決定の迅速化と経営の効率化のために日本郵船に吸収合併することが発表され、10月1日付で解散した。

## 保有船舶
1964年の日本郵船への集約時点で、タンカー6隻（22万697重量トン）と貨物船1隻（1万2,519重量トン）の計7隻を保有し、石油タンカー2隻（3万8,954重量トン）と貨物船9隻（11万2,723重量トン）を傭船して運航していた。
1968年（昭和43年）時点でタンカー7隻と貨物船5隻の計12隻35万2,930.15総トンを保有し、1988年時点で石油タンカー5隻（うち2隻は日本郵船と共有、74万6,495重量トン）を保有していた。
2009年の解散時点で原油や石油製品などを運ぶ中型タンカーを14隻運航していた。